# Carl Obermayer
Carl Obermayer, ab 1869 auch von Obermayer (geboren 1811 in Kriegshaber; gestorben 1889 in Wien) war ein deutscher Bankier.

## Leben
Carl Obermayer kam im Jahre 1811 als Sohn von Isidor Obermayer und Nanette Obermayer, geborene Kusel (1794–1856), in Kriegshaber bei Augsburg zur Welt. 1846 wurde er zum Konsul der Vereinigten Staaten von Amerika in Bayern ernannt. In den Jahren 1853 bis 1867 hatte er als Nachfolger seines Vaters zudem den Vorsitz der jüdischen Gemeine in Augsburg inne. 
Beim bayerischen Militär war Obermayer zum Oberst ernannt worden und befehligte von 1862 bis 1869 die Augsburger Landwehr. Mit diesem Dienstgrad gilt er als ranghöchster jüdischer Offizier der bayerischen Militärgeschichte.
Im Jahre 1869 wurde Obermayer vom König von Württemberg geadelt. Das Recht, diesen Titel auch in Bayern tragen zu dürfen, wurde ihm allerdings verwehrt. Obermayer kehrte Bayern daraufhin den Rücken zu und zog nach Wien.  
Nach seinem Tod im Jahre 1889 wurde Obermayer zurück nach Bayern überführt und auf dem Jüdischen Friedhof Kriegshaber bestattet.